# UEFA Champions League 2018-2019
La UEFA Champions League 2018-2019 è stata la 64ª edizione (la 27ª con la formula attuale) della Champions League, organizzata dalla UEFA. È iniziata il 26 giugno 2018 e si è conclusa il 1º giugno 2019, con la finale allo Stadio Wanda Metropolitano di Madrid.
A trionfare è stato il Liverpool, che battendo in finale il Tottenham per 2-0 (nella seconda finale tra due squadre inglesi nella storia del torneo) si è aggiudicato il trofeo per la sesta volta nella propria storia, oltre ad acquisire il diritto a partecipare alla Supercoppa UEFA 2019 e alla Coppa del mondo per club FIFA 2019.

## Cambiamenti
Il 9 dicembre 2016, l'UEFA ha confermato il piano di riforma della Champions League per il triennio 2018-2021, annunciato il 26 agosto 2016. Come conseguenza dei nuovi regolamenti, i vincitori dell'Europa League si qualificheranno automaticamente alla fase a gironi dell'edizione successiva della Champions League, mentre i primi quattro paesi nel ranking UEFA porteranno direttamente alla fase a gruppi quattro squadre. Soltanto sei squadre si qualificheranno tramite i playoff alla fase a gironi, rispetto alle dieci della passata edizione.

## Squadre partecipanti
I posti verranno suddivisi tra 54 delle 55 federazioni affiliate all'UEFA, secondo la seguente tabella:
| Posizione della federazione in base al coefficiente UEFA per nazioni | Numero di squadre partecipanti |
| -------------------------------------------------------------------- | ------------------------------ |
| 1-4                                                                  | 4                              |
| 5-6                                                                  | 3                              |
| 7-15                                                                 | 2                              |
| 16-55                                                                | 1                              |

I vincitori della Champions League 2017-18 e dell'Europa League 2017-18 hanno un posto garantito per la fase a gironi. Tuttavia, dal momento che il Real Madrid e l'Atlético Madrid si sono già qualificate tramite il rispettivo campionato nazionale a tale fase, vengono apportate le seguenti modifiche:
- i campioni della federazione 11 (Repubblica Ceca) accederanno alla fase a gironi, anziché agli spareggi.
- i campioni della federazione 13 (Paesi Bassi) accederanno agli spareggi, anziché al terzo turno.
- i campioni della federazione 15 (Austria) accederanno al terzo turno, anziché al secondo.
- i campioni delle federazioni 18 e 19 (Danimarca e Bielorussia) accederanno al secondo turno, anziché al primo.
- i terzi classificati della federazione 5 (Francia) accederanno alla fase a gironi, anziché al terzo turno.
- le seconde classificate delle federazioni 10 e 11 (Turchia e Repubblica Ceca) accederanno al terzo turno, anziché al secondo.

|                             |                             | Squadre che accedono nel turno | Squadre provenienti dal turno precedente                                                             |
| --------------------------- | --------------------------- | --- | --- |
| Turno preliminare           | Turno preliminare           | - 4 campioni dalle federazioni 52–55 | |
| Primo turno                 | Primo turno                 | - 31 campioni dalle federazioni 20–51 (eccetto il Liechtenstein) | - vincitore del turno preliminare                                                                    |
| Secondo turno               | Campioni                    | - 2 campioni dalle federazioni 16-17 - promossi dal primo turno: 2 campioni dalle federazioni 18-19 | - 16 vincitori del primo turno                                                                       |
| Secondo turno               | Piazzati                    | - 4 seconde classificate dalle federazioni 12–15 | |
| Terzo turno                 | Campioni                    | - campione dalla federazione 14 - promossa dal secondo turno (Campioni): campione dalla federazione 15 | - 10 vincitori del secondo turno Campioni                                                            |
| Terzo turno                 | Piazzati                    | - 3 seconde classificate dalle federazioni 7–9 - terza classificata dalla federazione 6 - promossa dal secondo turno (Piazzati): 2 seconde classificate dalle federazioni 10-11 | - 2 vincitori del secondo turno Piazzati                                                             |
| Spareggi                    | Campioni                    | - 1 campione dalla federazione 12 - promossa dal terzo turno (Campioni): campione dalla federazione 13 | - 6 vincitori del terzo turno Campioni                                                               |
| Spareggi                    | Piazzati                    | | - 4 vincitori del terzo turno Piazzati                                                               |
| Fase a gironi               | Fase a gironi               | - Non utilizzato: campioni Champions League 2017-18 - Non utilizzato: campioni Europa League 2017-18 - 10 campioni dalle federazioni 1–10 - 6 seconde classificate dalle federazioni 1–6 - 4 terze classificate dalle federazioni 1–4 - 4 quarte classificate dalle federazioni 1–4 - promossa dagli spareggi (Campioni): campione dalla federazione 11 - promossa dal terzo turno (Piazzati): terza classificata dalla federazione 5 | - 4 vincitori degli spareggi Campioni - 2 vincitori degli spareggi Piazzati                          |
| Fase a eliminazione diretta | Fase a eliminazione diretta | | - 8 vincitori dei gironi nella fase a gruppi - 8 seconde classificate dei gironi nella fase a gruppi |

### Ranking delle federazioni
| Rank | Federazione     | Coeff.  | Squadre |
| ---- | --------------- | ------- | ------- |
| 1    | Spagna          | 104.998 | 4       |
| 2    | Germania        | 79.498  | 4       |
| 3    | Inghilterra     | 75.962  | 4       |
| 4    | Italia          | 73.332  | 4       |
| 5    | Francia         | 56.665  | 3       |
| 6    | Russia          | 50.532  | 2 (+1)  |
| 7    | Portogallo      | 49.332  | 1 (+1)  |
| 8    | Ucraina         | 42.633  | 1 (+1)  |
| 9    | Belgio          | 42.400  | 1 (+1)  |
| 10   | Turchia         | 39.200  | 1 (+1)  |
| 11   | Repubblica Ceca | 33.175  | 1 (+1)  |
| 12   | Svizzera        | 32.075  | 0 (+2)  |
| 13   | Paesi Bassi     | 31.063  | 0 (+2)  |
| 14   | Grecia          | 27.900  | 0 (+2)  |
| 15   | Austria         | 25.350  | 0 (+2)  |
| 16   | Croazia         | 25.250  | 0 (+1)  |
| 17   | Romania         | 24.350  | 0 (+1)  |
| 18   | Danimarca       | 24.000  | 0 (+1)  |
| 19   | Bielorussia     | 19.875  | 0 (+1)  |

| Rank | Federazione   | Coeff. | Squadre |
| ---- | ------------- | ------ | ------- |
| 20   | Polonia       | 19.750 | 0 (+1)  |
| 21   | Svezia        | 19.725 | 0 (+1)  |
| 22   | Israele       | 19.375 | 0 (+1)  |
| 23   | Scozia        | 18.925 | 0 (+1)  |
| 24   | Cipro         | 18.550 | 0 (+1)  |
| 25   | Norvegia      | 18.325 | 0 (+1)  |
| 26   | Azerbaigian   | 17.750 | 0 (+1)  |
| 27   | Bulgaria      | 15.875 | 0 (+1)  |
| 28   | Serbia        | 15.375 | 0 (+1)  |
| 29   | Kazakistan    | 15.250 | 0 (+1)  |
| 30   | Slovenia      | 13.125 | 0 (+1)  |
| 31   | Slovacchia    | 11.750 | 0 (+1)  |
| 32   | Liechtenstein | 11.000 | 0**     |
| 33   | Ungheria      | 9.500  | 0 (+1)  |
| 34   | Moldavia      | 9.500  | 0 (+1)  |
| 35   | Islanda       | 8.375  | 0 (+1)  |
| 36   | Finlandia     | 7.650  | 0 (+1)  |
| 37   | Albania       | 6.625  | 0 (+1)  |

| Rank | Federazione          | Coeff. | Squadre |
| ---- | -------------------- | ------ | ------- |
| 38   | Irlanda              | 6.575  | 0 (+1)  |
| 39   | Bosnia ed Erzegovina | 6.500  | 0 (+1)  |
| 40   | Georgia              | 6.375  | 0 (+1)  |
| 41   | Lettonia             | 6.125  | 0 (+1)  |
| 42   | Macedonia            | 5.625  | 0 (+1)  |
| 43   | Estonia              | 5.250  | 0 (+1)  |
| 44   | Montenegro           | 5.250  | 0 (+1)  |
| 45   | Armenia              | 5.125  | 0 (+1)  |
| 46   | Lussemburgo          | 4.875  | 0 (+1)  |
| 47   | Irlanda del Nord     | 4.500  | 0 (+1)  |
| 48   | Lituania             | 4.125  | 0 (+1)  |
| 49   | Malta                | 4.000  | 0 (+1)  |
| 50   | Galles               | 3.875  | 0 (+1)  |
| 51   | Fær Øer              | 3.500  | 0 (+1)  |
| 52   | Gibilterra           | 2.500  | 0 (+1)  |
| 53   | Andorra              | 1.165  | 0 (+1)  |
| 54   | San Marino           | 0.333  | 0 (+1)  |
| 55   | Kosovo               | 0.000  | 0 (+1)  |

### Lista
I club verranno ordinati in base al coefficiente UEFA della federazione di appartenenza. Accanto ad ogni club sarà indicata la posizione in classifica nei loro rispettivi campionati (CL: vincitori Champions League, EL: vincitori Europa League).
| Fase a gironi           | Fase a gironi          | Fase a gironi            | Fase a gironi       |
| ----------------------- | ---------------------- | ------------------------ | ------------------- |
| Real MadridCL (3º)      | Borussia Dortmund (4º) | Roma (3º)                | Porto (1º)          |
| Atlético MadridEL (2º)  | Manchester City (1º)   | Inter (4°)               | Šachtar (1º)        |
| Barcellona (1º)         | Manchester Utd (2º)    | Paris Saint-Germain (1º) | Club Bruges (1º)    |
| Valencia (4º)           | Tottenham (3º)         | Monaco (2º)              | Galatasaray (1°)    |
| Bayern Monaco (1º)      | Liverpool (4º)         | Olympique Lione (3º)     | Viktoria Plzeň (1º) |
| Schalke 04 (2º)         | Juventus (1º)          | Lokomotiv Mosca (1º)     |                     |
| Hoffenheim (3º)         | Napoli (2º)            | CSKA Mosca (2º)          |                     |
| Spareggi                |                        |                          |                     |
| Campioni                | Campioni               | Piazzate                 | Piazzate            |
| Young Boys (1º)         | PSV (1º)               |                          |                     |
| Terzo turno             |                        |                          |                     |
| Campioni                | Campioni               | Piazzate                 | Piazzate            |
| AEK Atene (1º)          | Salisburgo (1º)        | Spartak Mosca (3º)       | Standard Liegi (2º) |
|                         |                        | Benfica (2º)             | Fenerbahçe (2°)     |
| Dinamo Kiev (2º)        | Slavia Praga (2º)      |                          |                     |
| Secondo turno           |                        |                          |                     |
| Campioni                | Campioni               | Piazzate                 | Piazzate            |
| Dinamo Zagabria (1º)    | Midtjylland (1º)       | Basilea (2º)             | PAOK (2º)           |
| CFR Cluj (1º)           | BATĖ Borisov (1º)      | Ajax (2º)                | Sturm Graz (2º)     |
| Primo turno             |                        |                          |                     |
| Legia Varsavia (1º)     | Stella Rossa (1º)      | Kukësi (2º)              | Alaškert (1º)       |
| Malmö FF (1º)           | Astana (1º)            | Cork City (1º)           | F91 Dudelange (1º)  |
| Hapoel Be'er Sheva (1º) | Olimpia Lubiana (1º)   | Zrinjski Mostar (1º)     | Crusaders (1º)      |
| Celtic (1º)             | Spartak Trnava (1º)    | T'orp'edo Kutaisi (1º)   | Sūduva (1º)         |
| APOEL (1º)              | Fehérvár (1º)          | Spartaks Jūrmala (1º)    | Valletta (1º)       |
| Rosenborg (1º)          | Sheriff Tiraspol (1º)  | Škendija (1º)            | The New Saints (1°) |
| Qarabağ (1º)            | Valur (1º)             | Flora Tallinn (1°)       | Víkingur (1º)       |
| Ludogorec (1º)          | HJK (1°)               | Sutjeska (1º)            |                     |
| Turno preliminare       |                        |                          |                     |
| Lincoln Red Imps (1º)   | FC Santa Coloma (1º)   | La Fiorita (1°)          | Drita (1°)          |

## Date
Il programma della competizione è il seguente (tutti i sorteggi si svolgeranno a Nyon, in Svizzera, a meno che non sia stato indicato diversamente).
| Fase                        | Turno             | Sorteggio               | Andata                      | Ritorno                  |
| --------------------------- | ----------------- | ----------------------- | --------------------------- | ------------------------ |
| Qualificazioni              | Turno preliminare | 12 giugno 2018 (Nyon)   | 26 giugno 2018 (semifinali) | 29 giugno 2018 (finale)  |
| Qualificazioni              | Primo turno       | 19 giugno 2018 (Nyon)   | 10-11 luglio 2018           | 17-18 luglio 2018        |
| Qualificazioni              | Secondo turno     | 19 giugno 2018 (Nyon)   | 24-25 luglio 2018           | 31 luglio-1º agosto 2018 |
| Qualificazioni              | Terzo turno       | 23 luglio 2018 (Nyon)   | 7-8 agosto 2018             | 14 agosto 2018           |
| Qualificazioni              | Spareggi          | 6 agosto 2018 (Nyon)    | 21-22 agosto 2018           | 28-29 agosto 2018        |
| Fase a gironi               | Prima giornata    | 30 agosto 2018 (Monaco) | 18-19 settembre 2018        | 18-19 settembre 2018     |
| Fase a gironi               | Seconda giornata  | 30 agosto 2018 (Monaco) | 2-3 ottobre 2018            | 2-3 ottobre 2018         |
| Fase a gironi               | Terza giornata    | 30 agosto 2018 (Monaco) | 23-24 ottobre 2018          | 23-24 ottobre 2018       |
| Fase a gironi               | Quarta giornata   | 30 agosto 2018 (Monaco) | 6-7 novembre 2018           | 6-7 novembre 2018        |
| Fase a gironi               | Quinta giornata   | 30 agosto 2018 (Monaco) | 27-28 novembre 2018         | 27-28 novembre 2018      |
| Fase a gironi               | Sesta giornata    | 30 agosto 2018 (Monaco) | 11-12 dicembre 2018         | 11-12 dicembre 2018      |
| Fase a eliminazione diretta | Ottavi di finale  | 17 dicembre 2018 (Nyon) | 12-13 e 19-20 febbraio 2019 | 5-6 e 12-13 marzo 2019   |
| Fase a eliminazione diretta | Quarti di finale  | 15 marzo 2019 (Nyon)    | 9-10 aprile 2019            | 16-17 aprile 2019        |
| Fase a eliminazione diretta | Semifinali        | 15 marzo 2019 (Nyon)    | 30 aprile-1º maggio 2019    | 7-8 maggio 2019          |
| Finale                      | Finale            | 15 marzo 2019 (Nyon)    | 1º giugno 2019              | 1º giugno 2019           |

A partire da questa edizione ci saranno due orari differenti per il calcio d'inizio nella fase a gironi: saranno disputate quattro partite alle ore 18:55, mentre le restanti 12 partite alle ore 21:00. Dalla fase ad eliminazione diretta fino alla finale tutte le partite saranno disputate alle ore 21:00.

## Partite

### Fase di qualificazione

#### Turno preliminare
| Squadra 1        | Risultato   | Squadra 2        |
| Semifinali       | Semifinali  | Semifinali       |
| ---------------- | ----------- | ---------------- |
| FC Santa Coloma  | 0 - 2 (dts) | Drita            |
| La Fiorita       | 0 - 2       | Lincoln Red Imps |
| Finale           |             |                  |
| Lincoln Red Imps | 1 - 4 (dts) | Drita            |

#### Primo turno
| Squadra 1         | Totale      | Squadra 2          | Andata | Ritorno |
| ----------------- | ----------- | ------------------ | ------ | ------- |
| T'orp'edo Kutaisi | 2 - 4       | Sheriff Tiraspol   | 2 - 1  | 0 - 3   |
| Škendija          | 5 - 4       | The New Saints     | 5 - 0  | 0 - 4   |
| Sūduva            | 3 - 2       | APOEL              | 3 - 1  | 0 - 1   |
| Olimpia Lubiana   | 0 - 1       | Qarabağ            | 0 - 1  | 0 - 0   |
| F91 Dudelange     | 2 - 3       | Fehérvár           | 1 - 1  | 1 - 2   |
| Drita             | 0 - 5       | Malmö FF           | 0 - 3  | 0 - 2   |
| Víkingur Gøta     | 2 - 5       | HJK                | 1 - 2  | 1 - 3   |
| Ludogorec         | 9 - 0       | Crusaders          | 7 - 0  | 2 - 0   |
| Cork City         | 0 - 4       | Legia Varsavia     | 0 - 1  | 0 - 3   |
| Valur             | 2 - 3       | Rosenborg          | 1 - 0  | 1 - 3   |
| Kukësi            | 1 - 1 (gfc) | Valletta           | 0 - 0  | 1 - 1   |
| Flora Tallinn     | 2 - 7       | Hapoel Be'er Sheva | 1 - 4  | 1 - 3   |
| Spartaks Jūrmala  | 0 - 2       | Stella Rossa       | 0 - 0  | 0 - 2   |
| Alaškert          | 0 - 6       | Celtic             | 0 - 3  | 0 - 3   |
| Spartak Trnava    | 2 - 1       | Zrinjski Mostar    | 1 - 0  | 1 - 1   |
| Astana            | 3 - 0       | Sutjeska           | 1 - 0  | 2 - 0   |

#### Secondo turno
| Squadra 1       | Totale   | Squadra 2          | Andata   | Ritorno  |
| Campioni        | Campioni | Campioni           | Campioni | Campioni |
| --------------- | -------- | ------------------ | -------- | -------- |
| Astana          | 2 - 1    | Midtjylland        | 2 - 1    | 0 - 0    |
| Ludogorec       | 0 - 1    | Fehérvár           | 0 - 0    | 0 - 1    |
| Kukësi          | 0 - 3    | Qarabağ            | 0 - 0    | 0 - 3    |
| CFR Cluj        | 1 - 2    | Malmö FF           | 0 - 1    | 1 - 1    |
| Dinamo Zagabria | 7 - 2    | Hapoel Be'er Sheva | 5 - 0    | 2 - 2    |
| Stella Rossa    | 5 - 0    | Sūduva             | 3 - 0    | 2 - 0    |
| BATĖ Borisov    | 2 - 1    | HJK                | 0 - 0    | 2 - 1    |
| Škendija        | 1 - 0    | Sheriff Tiraspol   | 1 - 0    | 0 - 0    |
| Legia Varsavia  | 1 - 2    | Spartak Trnava     | 0 - 2    | 1 - 0    |
| Celtic          | 3 - 1    | Rosenborg          | 3 - 1    | 0 - 0    |
| Piazzate        |          |                    |          |          |
| PAOK            | 5 - 1    | Basilea            | 2 - 1    | 3 - 0    |
| Ajax            | 5 - 1    | Sturm Graz         | 2 - 0    | 3 - 1    |

#### Terzo turno
| Squadra 1      | Totale      | Squadra 2       | Andata   | Ritorno     |
| Campioni       | Campioni    | Campioni        | Campioni | Campioni    |
| -------------- | ----------- | --------------- | -------- | ----------- |
| Celtic         | 2 - 3       | AEK Atene       | 1 - 1    | 1 - 2       |
| Salisburgo     | 4 - 0       | Škendija        | 3 - 0    | 1 - 0       |
| Stella Rossa   | 3 - 2       | Spartak Trnava  | 1 - 1    | 2 - 1 (dts) |
| Qarabağ        | 1 - 2       | BATĖ Borisov    | 0 - 1    | 1 - 1       |
| Astana         | 0 - 3       | Dinamo Zagabria | 0 - 2    | 0 - 1       |
| Malmö FF       | 1 - 1 (gfc) | Fehérvár        | 1 - 1    | 0 - 0       |
| Piazzate       |             |                 |          |             |
| Standard Liegi | 2 - 5       | Ajax            | 2 - 2    | 0 - 3       |
| Benfica        | 2 - 1       | Fenerbahçe      | 1 - 0    | 1 - 1       |
| Slavia Praga   | 1 - 3       | Dinamo Kiev     | 1 - 1    | 0 - 2       |
| PAOK           | 3 - 2       | Spartak Mosca   | 3 - 2    | 0 - 0       |

### Spareggi
| Squadra 1    | Totale      | Squadra 2       | Andata   | Ritorno  |
| Campioni     | Campioni    | Campioni        | Campioni | Campioni |
| ------------ | ----------- | --------------- | -------- | -------- |
| Stella Rossa | 2 - 2 (gfc) | Salisburgo      | 0 - 0    | 2 - 2    |
| BATĖ Borisov | 2 - 6       | PSV             | 2 - 3    | 0 - 3    |
| Young Boys   | 3 - 2       | Dinamo Zagabria | 1 - 1    | 2 - 1    |
| Fehérvár     | 2 - 3       | AEK Atene       | 1 - 2    | 1 - 1    |
| Piazzate     |             |                 |          |          |
| Benfica      | 5 - 2       | PAOK            | 1 - 1    | 4 - 1    |
| Ajax         | 3 - 1       | Dinamo Kiev     | 3 - 1    | 0 - 0    |

### UEFA Champions League

#### Fase a gironi

##### Gruppo A
| Squadra           | Pt | G | V | N | P | GF | GS | DG  |
| ----------------- | -- | - | - | - | - | -- | -- | --- |
| Borussia Dortmund | 13 | 6 | 4 | 1 | 1 | 10 | 2  | +8  |
| Atlético Madrid   | 13 | 6 | 4 | 1 | 1 | 9  | 6  | +3  |
| Club Bruges       | 6  | 6 | 1 | 3 | 2 | 6  | 5  | +1  |
| Monaco            | 1  | 6 | 0 | 1 | 5 | 2  | 14 | -12 |

| Squadra 1         | Risultato   | Squadra 2         |
| 1ª giornata       | 1ª giornata | 1ª giornata       |
| ----------------- | ----------- | ----------------- |
| Club Bruges       | 0 - 1       | Borussia Dortmund |
| Monaco            | 1 - 2       | Atlético Madrid   |
| 2ª giornata       |             |                   |
| Atlético Madrid   | 3 - 1       | Club Bruges       |
| Borussia Dortmund | 3 - 0       | Monaco            |
| 3ª giornata       |             |                   |
| Borussia Dortmund | 4 - 0       | Atlético Madrid   |
| Club Bruges       | 1 - 1       | Monaco            |
| 4ª giornata       |             |                   |
| Atlético Madrid   | 2 - 0       | Borussia Dortmund |
| Monaco            | 0 - 4       | Club Bruges       |
| 5ª giornata       |             |                   |
| Borussia Dortmund | 0 - 0       | Club Bruges       |
| Atlético Madrid   | 2 - 0       | Monaco            |
| 6ª giornata       |             |                   |
| Club Bruges       | 0 - 0       | Atlético Madrid   |
| Monaco            | 0 - 2       | Borussia Dortmund |

##### Gruppo B
| Squadra    | Pt | G | V | N | P | GF | GS | DG |
| ---------- | -- | - | - | - | - | -- | -- | -- |
| Barcellona | 14 | 6 | 4 | 2 | 0 | 14 | 5  | +9 |
| Tottenham  | 8  | 6 | 2 | 2 | 2 | 9  | 10 | -1 |
| Inter      | 8  | 6 | 2 | 2 | 2 | 6  | 7  | -1 |
| PSV        | 2  | 6 | 0 | 2 | 4 | 6  | 13 | -7 |

| Squadra 1   | Risultato   | Squadra 2   |
| 1ª giornata | 1ª giornata | 1ª giornata |
| ----------- | ----------- | ----------- |
| Barcellona  | 4 - 0       | PSV         |
| Inter       | 2 - 1       | Tottenham   |
| 2ª giornata |             |             |
| Tottenham   | 2 - 4       | Barcellona  |
| PSV         | 1 - 2       | Inter       |
| 3ª giornata |             |             |
| PSV         | 2 - 2       | Tottenham   |
| Barcellona  | 2 - 0       | Inter       |
| 4ª giornata |             |             |
| Tottenham   | 2 - 1       | PSV         |
| Inter       | 1 - 1       | Barcellona  |
| 5ª giornata |             |             |
| PSV         | 1 - 2       | Barcellona  |
| Tottenham   | 1 - 0       | Inter       |
| 6ª giornata |             |             |
| Barcellona  | 1 - 1       | Tottenham   |
| Inter       | 1 - 1       | PSV         |

##### Gruppo C
| Squadra             | Pt | G | V | N | P | GF | GS | DG  |
| ------------------- | -- | - | - | - | - | -- | -- | --- |
| Paris Saint-Germain | 11 | 6 | 3 | 2 | 1 | 17 | 9  | +8  |
| Liverpool           | 9  | 6 | 3 | 0 | 3 | 9  | 7  | +2  |
| Napoli              | 9  | 6 | 2 | 3 | 1 | 7  | 5  | +2  |
| Stella Rossa        | 4  | 6 | 1 | 1 | 4 | 5  | 17 | -12 |

| Squadra 1           | Risultato   | Squadra 2           |
| 1ª giornata         | 1ª giornata | 1ª giornata         |
| ------------------- | ----------- | ------------------- |
| Liverpool           | 3 - 2       | Paris Saint-Germain |
| Stella Rossa        | 0 - 0       | Napoli              |
| 2ª giornata         |             |                     |
| Napoli              | 1 - 0       | Liverpool           |
| Paris Saint-Germain | 6 - 1       | Stella Rossa        |
| 3ª giornata         |             |                     |
| Paris Saint-Germain | 2 - 2       | Napoli              |
| Liverpool           | 4 - 0       | Stella Rossa        |
| 4ª giornata         |             |                     |
| Napoli              | 1 - 1       | Paris Saint-Germain |
| Stella Rossa        | 2 - 0       | Liverpool           |
| 5ª giornata         |             |                     |
| Paris Saint-Germain | 2 - 1       | Liverpool           |
| Napoli              | 3 - 1       | Stella Rossa        |
| 6ª giornata         |             |                     |
| Liverpool           | 1 - 0       | Napoli              |
| Stella Rossa        | 1 - 4       | Paris Saint-Germain |

##### Gruppo D
| Squadra         | Pt | G | V | N | P | GF | GS | DG |
| --------------- | -- | - | - | - | - | -- | -- | -- |
| Porto           | 16 | 6 | 5 | 1 | 0 | 15 | 6  | +9 |
| Schalke 04      | 11 | 6 | 3 | 2 | 1 | 6  | 4  | +2 |
| Galatasaray     | 4  | 6 | 1 | 1 | 4 | 5  | 8  | -3 |
| Lokomotiv Mosca | 3  | 6 | 1 | 0 | 5 | 4  | 12 | -8 |

| Squadra 1       | Risultato   | Squadra 2       |
| 1ª giornata     | 1ª giornata | 1ª giornata     |
| --------------- | ----------- | --------------- |
| Galatasaray     | 3 - 0       | Lokomotiv Mosca |
| Schalke 04      | 1 - 1       | Porto           |
| 2ª giornata     |             |                 |
| Porto           | 1 - 0       | Galatasaray     |
| Lokomotiv Mosca | 0 - 1       | Schalke 04      |
| 3ª giornata     |             |                 |
| Lokomotiv Mosca | 1 - 3       | Porto           |
| Galatasaray     | 0 - 0       | Schalke 04      |
| 4ª giornata     |             |                 |
| Porto           | 4 - 1       | Lokomotiv Mosca |
| Schalke 04      | 2 - 0       | Galatasaray     |
| 5ª giornata     |             |                 |
| Lokomotiv Mosca | 2 - 0       | Galatasaray     |
| Porto           | 3 - 1       | Schalke 04      |
| 6ª giornata     |             |                 |
| Galatasaray     | 2 - 3       | Porto           |
| Schalke 04      | 1 - 0       | Lokomotiv Mosca |

##### Gruppo E
| Squadra       | Pt | G | V | N | P | GF | GS | DG  |
| ------------- | -- | - | - | - | - | -- | -- | --- |
| Bayern Monaco | 14 | 6 | 4 | 2 | 0 | 15 | 5  | +10 |
| Ajax          | 12 | 6 | 3 | 3 | 0 | 11 | 5  | +6  |
| Benfica       | 7  | 6 | 2 | 1 | 3 | 6  | 11 | -5  |
| AEK Atene     | 0  | 6 | 0 | 0 | 6 | 2  | 13 | -11 |

| Squadra 1     | Risultato   | Squadra 2     |
| 1ª giornata   | 1ª giornata | 1ª giornata   |
| ------------- | ----------- | ------------- |
| Ajax          | 3 - 0       | AEK Atene     |
| Benfica       | 0 - 2       | Bayern Monaco |
| 2ª giornata   |             |               |
| Bayern Monaco | 1 - 1       | Ajax          |
| AEK Atene     | 2 - 3       | Benfica       |
| 3ª giornata   |             |               |
| AEK Atene     | 0 - 2       | Bayern Monaco |
| Ajax          | 1 - 0       | Benfica       |
| 4ª giornata   |             |               |
| Bayern Monaco | 2 - 0       | AEK Atene     |
| Benfica       | 1 - 1       | Ajax          |
| 5ª giornata   |             |               |
| AEK Atene     | 0 - 2       | Ajax          |
| Bayern Monaco | 5 - 1       | Benfica       |
| 6ª giornata   |             |               |
| Ajax          | 3 - 3       | Bayern Monaco |
| Benfica       | 1 - 0       | AEK Atene     |

##### Gruppo F
| Squadra         | Pt | G | V | N | P | GF | GS | DG  |
| --------------- | -- | - | - | - | - | -- | -- | --- |
| Manchester City | 13 | 6 | 4 | 1 | 1 | 16 | 6  | +10 |
| Olympique Lione | 8  | 6 | 1 | 5 | 0 | 12 | 11 | +1  |
| Šachtar         | 6  | 6 | 1 | 3 | 2 | 8  | 16 | -8  |
| Hoffenheim      | 3  | 6 | 0 | 3 | 3 | 11 | 14 | -3  |

| Squadra 1       | Risultato   | Squadra 2       |
| 1ª giornata     | 1ª giornata | 1ª giornata     |
| --------------- | ----------- | --------------- |
| Šachtar         | 2 - 2       | Hoffenheim      |
| Manchester City | 1 - 2       | Olympique Lione |
| 2ª giornata     |             |                 |
| Olympique Lione | 2 - 2       | Šachtar         |
| Hoffenheim      | 1 - 2       | Manchester City |
| 3ª giornata     |             |                 |
| Hoffenheim      | 3 - 3       | Olympique Lione |
| Šachtar         | 0 - 3       | Manchester City |
| 4ª giornata     |             |                 |
| Olympique Lione | 2 - 2       | Hoffenheim      |
| Manchester City | 6 - 0       | Šachtar         |
| 5ª giornata     |             |                 |
| Hoffenheim      | 2 - 3       | Šachtar         |
| Olympique Lione | 2 - 2       | Manchester City |
| 6ª giornata     |             |                 |
| Šachtar         | 1 - 1       | Olympique Lione |
| Manchester City | 2 - 1       | Hoffenheim      |

##### Gruppo G
| Squadra        | Pt | G | V | N | P | GF | GS | DG |
| -------------- | -- | - | - | - | - | -- | -- | -- |
| Real Madrid    | 12 | 6 | 4 | 0 | 2 | 12 | 5  | +7 |
| Roma           | 9  | 6 | 3 | 0 | 3 | 11 | 8  | +3 |
| Viktoria Plzeň | 7  | 6 | 2 | 1 | 3 | 7  | 16 | -9 |
| CSKA Mosca     | 7  | 6 | 2 | 1 | 3 | 8  | 9  | -1 |

| Squadra 1      | Risultato   | Squadra 2      |
| 1ª giornata    | 1ª giornata | 1ª giornata    |
| -------------- | ----------- | -------------- |
| Real Madrid    | 3 - 0       | Roma           |
| Viktoria Plzeň | 2 - 2       | CSKA Mosca     |
| 2ª giornata    |             |                |
| CSKA Mosca     | 1 - 0       | Real Madrid    |
| Roma           | 5 - 0       | Viktoria Plzeň |
| 3ª giornata    |             |                |
| Roma           | 3 - 0       | CSKA Mosca     |
| Real Madrid    | 2 - 1       | Viktoria Plzeň |
| 4ª giornata    |             |                |
| CSKA Mosca     | 1 - 2       | Roma           |
| Viktoria Plzeň | 0 - 5       | Real Madrid    |
| 5ª giornata    |             |                |
| Roma           | 0 - 2       | Real Madrid    |
| CSKA Mosca     | 1 - 2       | Viktoria Plzeň |
| 6ª giornata    |             |                |
| Real Madrid    | 0 - 3       | CSKA Mosca     |
| Viktoria Plzeň | 2 - 1       | Roma           |

##### Gruppo H
| Squadra        | Pt | G | V | N | P | GF | GS | DG |
| -------------- | -- | - | - | - | - | -- | -- | -- |
| Juventus       | 12 | 6 | 4 | 0 | 2 | 9  | 4  | +5 |
| Manchester Utd | 10 | 6 | 3 | 1 | 2 | 7  | 4  | +3 |
| Valencia       | 8  | 6 | 2 | 2 | 2 | 6  | 6  | 0  |
| Young Boys     | 4  | 6 | 1 | 1 | 4 | 4  | 12 | -8 |

| Squadra 1      | Risultato   | Squadra 2      |
| 1ª giornata    | 1ª giornata | 1ª giornata    |
| -------------- | ----------- | -------------- |
| Young Boys     | 0 - 3       | Manchester Utd |
| Valencia       | 0 - 2       | Juventus       |
| 2ª giornata    |             |                |
| Juventus       | 3 - 0       | Young Boys     |
| Manchester Utd | 0 - 0       | Valencia       |
| 3ª giornata    |             |                |
| Manchester Utd | 0 - 1       | Juventus       |
| Young Boys     | 1 - 1       | Valencia       |
| 4ª giornata    |             |                |
| Juventus       | 1 - 2       | Manchester Utd |
| Valencia       | 3 - 1       | Young Boys     |
| 5ª giornata    |             |                |
| Manchester Utd | 1 - 0       | Young Boys     |
| Juventus       | 1 - 0       | Valencia       |
| 6ª giornata    |             |                |
| Young Boys     | 2 - 1       | Juventus       |
| Valencia       | 2 - 1       | Manchester Utd |

#### Fase a eliminazione diretta
|  | Ottavi di finale     | Ottavi di finale | Ottavi di finale | Ottavi di finale |   |                 | Quarti di finale | Quarti di finale | Quarti di finale | Quarti di finale |  |                 | Semifinali | Semifinali | Semifinali | Semifinali |           |   | Finale | Finale |
|  |                      |                  |                  |                  |   |                 |                  |                  |                  |                  |  |                 |            |            |            |            |           |   |        |        |
|  | Tottenham            | 3                | 1                | 4                |   |                 |                  |                  |                  |                  |  |                 |            |            |            |            |           |   |        |        |
|  | Borussia Dortmund    | 0                | 0                | 0                |   |                 |                  |                  |                  |                  |  |                 |            |            |            |            |           |   |        |        |
|  | Borussia Dortmund    | 0                | 0                | 0                |   | Tottenham (gfc) | 1                | 3                | 4                |                  |  |                 |            |            |            |            |           |   |        |        |
|  |                      |                  |                  |                  |   | Tottenham (gfc) | 1                | 3                | 4                |                  |  |                 |            |            |            |            |           |   |        |        |
|  |                      | Manchester City  | 0                | 4                | 4 |                 |                  |                  |                  |                  |  |                 |            |            |            |            |           |   |        |        |
|  | Schalke 04           | Manchester City  | 0                | 4                | 4 | 2               | 0                | 2                |                  |                  |  |                 |            |            |            |            |           |   |        |        |
|  | Schalke 04           |                  |                  |                  |   | 2               | 0                | 2                |                  |                  |  |                 |            |            |            |            |           |   |        |        |
|  | Manchester City      | 3                | 7                | 10               |   |                 |                  |                  |                  |                  |  |                 |            |            |            |            |           |   |        |        |
|  | Manchester City      | 3                | 7                | 10               |   |                 |                  |                  |                  |                  |  | Tottenham (gfc) | 0          | 3          | 3          |            |           |   |        |        |
|  |                      |                  |                  |                  |   |                 |                  |                  |                  |                  |  | Tottenham (gfc) | 0          | 3          | 3          |            |           |   |        |        |
|  |                      | Ajax             | 1                | 2                | 3 |                 |                  |                  |                  |                  |  |                 |            |            |            |            |           |   |        |        |
|  | Ajax                 | Ajax             | 1                | 2                | 3 | 1               | 4                | 5                |                  |                  |  |                 |            |            |            |            |           |   |        |        |
|  | Ajax                 |                  |                  |                  |   | 1               | 4                | 5                |                  |                  |  |                 |            |            |            |            |           |   |        |        |
|  | Real Madrid          | 2                | 1                | 3                |   |                 |                  |                  |                  |                  |  |                 |            |            |            |            |           |   |        |        |
|  | Real Madrid          | 2                | 1                | 3                |   | Ajax            | 1                | 2                | 3                |                  |  |                 |            |            |            |            |           |   |        |        |
|  |                      |                  |                  |                  |   | Ajax            | 1                | 2                | 3                |                  |  |                 |            |            |            |            |           |   |        |        |
|  |                      | Juventus         | 1                | 1                | 2 |                 |                  |                  |                  |                  |  |                 |            |            |            |            |           |   |        |        |
|  | Atlético Madrid      | Juventus         | 1                | 1                | 2 | 2               | 0                | 2                |                  |                  |  |                 |            |            |            |            |           |   |        |        |
|  | Atlético Madrid      |                  |                  |                  |   | 2               | 0                | 2                |                  |                  |  |                 |            |            |            |            |           |   |        |        |
|  | Juventus             | 0                | 3                | 3                |   |                 |                  |                  |                  |                  |  |                 |            |            |            |            |           |   |        |        |
|  | Juventus             | 0                | 3                | 3                |   |                 |                  |                  |                  |                  |  |                 |            |            |            |            | Tottenham | 0 |        |        |
|  |                      |                  |                  |                  |   |                 |                  |                  |                  |                  |  |                 |            |            |            |            |           | 0 |        |        |
|  |                      | Liverpool        | 2                |                  |   |                 |                  |                  |                  |                  |  |                 |            |            |            |            |           |   |        |        |
|  | Manchester Utd (gfc) | Liverpool        | 2                | 0                | 3 | 3               |                  |                  |                  |                  |  |                 |            |            |            |            |           |   |        |        |
|  | Manchester Utd (gfc) |                  |                  | 0                | 3 | 3               |                  |                  |                  |                  |  |                 |            |            |            |            |           |   |        |        |
|  | Paris Saint-Germain  | 2                | 1                | 3                |   |                 |                  |                  |                  |                  |  |                 |            |            |            |            |           |   |        |        |
|  | Paris Saint-Germain  | 2                | 1                | 3                |   | Manchester Utd  | 0                | 0                | 0                |                  |  |                 |            |            |            |            |           |   |        |        |
|  |                      |                  |                  |                  |   | Manchester Utd  | 0                | 0                | 0                |                  |  |                 |            |            |            |            |           |   |        |        |
|  |                      | Barcellona       | 1                | 3                | 4 |                 |                  |                  |                  |                  |  |                 |            |            |            |            |           |   |        |        |
|  | Olympique Lione      | Barcellona       | 1                | 3                | 4 | 0               | 1                | 1                |                  |                  |  |                 |            |            |            |            |           |   |        |        |
|  | Olympique Lione      |                  |                  |                  |   | 0               | 1                | 1                |                  |                  |  |                 |            |            |            |            |           |   |        |        |
|  | Barcellona           | 0                | 5                | 5                |   |                 |                  |                  |                  |                  |  |                 |            |            |            |            |           |   |        |        |
|  | Barcellona           | 0                | 5                | 5                |   |                 |                  |                  |                  |                  |  | Barcellona      | 3          | 0          | 3          |            |           |   |        |        |
|  |                      |                  |                  |                  |   |                 |                  |                  |                  |                  |  | Barcellona      | 3          | 0          | 3          |            |           |   |        |        |
|  |                      | Liverpool        | 0                | 4                | 4 |                 |                  |                  |                  |                  |  |                 |            |            |            |            |           |   |        |        |
|  | Liverpool            | Liverpool        | 0                | 4                | 4 | 0               | 3                | 3                |                  |                  |  |                 |            |            |            |            |           |   |        |        |
|  | Liverpool            |                  |                  |                  |   | 0               | 3                | 3                |                  |                  |  |                 |            |            |            |            |           |   |        |        |
|  | Bayern Monaco        | 0                | 1                | 1                |   |                 |                  |                  |                  |                  |  |                 |            |            |            |            |           |   |        |        |
|  | Bayern Monaco        | 0                | 1                | 1                |   | Liverpool       | 2                | 4                | 6                |                  |  |                 |            |            |            |            |           |   |        |        |
|  |                      |                  |                  |                  |   | Liverpool       | 2                | 4                | 6                |                  |  |                 |            |            |            |            |           |   |        |        |
|  |                      | Porto            | 0                | 1                | 1 |                 |                  |                  |                  |                  |  |                 |            |            |            |            |           |   |        |        |
|  | Roma                 | Porto            | 0                | 1                | 1 | 2               | 1                | 3                |                  |                  |  |                 |            |            |            |            |           |   |        |        |
|  | Roma                 |                  |                  |                  |   | 2               | 1                | 3                |                  |                  |  |                 |            |            |            |            |           |   |        |        |
|  | Porto (dts)          | 1                | 3                | 4                |   |                 |                  |                  |                  |                  |  |                 |            |            |            |            |           |   |        |        |

##### Ottavi di finale
| Squadra 1       | Totale      | Squadra 2           | Andata | Ritorno     |
| --------------- | ----------- | ------------------- | ------ | ----------- |
| Schalke 04      | 2 - 10      | Manchester City     | 2 - 3  | 0 - 7       |
| Atlético Madrid | 2 - 3       | Juventus            | 2 - 0  | 0 - 3       |
| Manchester Utd  | 3 - 3 (gfc) | Paris Saint-Germain | 0 - 2  | 3 - 1       |
| Tottenham       | 4 - 0       | Borussia Dortmund   | 3 - 0  | 1 - 0       |
| Olympique Lione | 1 - 5       | Barcellona          | 0 - 0  | 1 - 5       |
| Roma            | 3 - 4       | Porto               | 2 - 1  | 1 - 3 (dts) |
| Ajax            | 5 - 3       | Real Madrid         | 1 - 2  | 4 - 1       |
| Liverpool       | 3 - 1       | Bayern Monaco       | 0 - 0  | 3 - 1       |

##### Quarti di finale
| Squadra 1      | Totale      | Squadra 2       | Andata | Ritorno |
| -------------- | ----------- | --------------- | ------ | ------- |
| Ajax           | 3 - 2       | Juventus        | 1 - 1  | 2 - 1   |
| Liverpool      | 6 - 1       | Porto           | 2 - 0  | 4 - 1   |
| Tottenham      | 4 - 4 (gfc) | Manchester City | 1 - 0  | 3 - 4   |
| Manchester Utd | 0 - 4       | Barcellona      | 0 - 1  | 0 - 3   |

##### Semifinali
| Squadra 1  | Totale      | Squadra 2 | Andata | Ritorno |
| ---------- | ----------- | --------- | ------ | ------- |
| Tottenham  | 3 - 3 (gfc) | Ajax      | 0 - 1  | 3 - 2   |
| Barcellona | 3 - 4       | Liverpool | 3 - 0  | 0 - 4   |

#### Finale
| Arbitro: | Damir Skomina |

|  |           |                           |
|  | Marcatori | 2’ (rig.) Salah 87’ Origi |

| Tottenham | Liverpool |

| P                   | 1  | Hugo Lloris        |     |
| D                   | 2  | Kieran Trippier    |     |
| D                   | 4  | Toby Alderweireld  |     |
| D                   | 5  | Jan Vertonghen     |     |
| D                   | 3  | Danny Rose         |     |
| C                   | 17 | Moussa Sissoko     | 74’ |
| C                   | 8  | Harry Winks        | 66’ |
| C                   | 20 | Dele Alli          | 81’ |
| C                   | 23 | Christian Eriksen  |     |
| A                   | 7  | Son Heung-min      |     |
| A                   | 10 | Harry Kane         |     |
| A disposizione:     |    |                    |     |
| P                   | 13 | Michel Vorm        |     |
| P                   | 22 | Paulo Gazzaniga    |     |
| D                   | 6  | Davinson Sánchez   |     |
| D                   | 16 | Kyle Walker-Peters |     |
| D                   | 21 | Juan Foyth         |     |
| D                   | 24 | Serge Aurier       |     |
| D                   | 33 | Ben Davies         |     |
| C                   | 11 | Erik Lamela        |     |
| C                   | 12 | Victor Wanyama     |     |
| C                   | 15 | Eric Dier          | 74’ |
| C                   | 27 | Lucas Moura        | 66’ |
| A                   | 18 | Fernando Llorente  | 81’ |
| Allenatore:         |    |                    |     |
| Mauricio Pochettino |    |                    |     |

| P               | 13 | Alisson                 |     |
| D               | 66 | Trent Alexander-Arnold  |     |
| D               | 32 | Joël Matip              |     |
| D               | 4  | Virgil van Dijk         |     |
| D               | 26 | Andrew Robertson        |     |
| C               | 14 | Jordan Henderson        |     |
| C               | 3  | Fabinho                 |     |
| C               | 5  | Georginio Wijnaldum     | 62’ |
| A               | 11 | Mohamed Salah           |     |
| A               | 9  | Roberto Firmino         | 58’ |
| A               | 10 | Sadio Mané              | 90’ |
| A disposizione: |    |                         |     |
| P               | 22 | Simon Mignolet          |     |
| P               | 62 | Caoimhín Kelleher       |     |
| D               | 6  | Dejan Lovren            |     |
| D               | 12 | Joe Gomez               | 90’ |
| D               | 18 | Alberto Moreno          |     |
| C               | 7  | James Milner            | 62’ |
| C               | 20 | Adam Lallana            |     |
| C               | 21 | Alex Oxlade-Chamberlain |     |
| C               | 23 | Xherdan Shaqiri         |     |
| A               | 15 | Daniel Sturridge        |     |
| A               | 24 | Rhian Brewster          |     |
| A               | 27 | Divock Origi            | 58’ |
| Allenatore:     |    |                         |     |
| Jürgen Klopp    |    |                         |     |

## Classifica marcatori
| Gol | Rigori |  | Giocatore          | Squadra             |
| --- | ------ |  | ------------------ | ------------------- |
| 12  | 1      |  | Lionel Messi       | Barcellona          |
| 8   | 1      |  | Robert Lewandowski | Bayern Monaco       |
| 6   |        |  | Dušan Tadić        | Ajax                |
| 6   | 1      |  | Cristiano Ronaldo  | Juventus            |
| 6   |        |  | Moussa Marega      | Porto               |
| 6   | 1      |  | Sergio Agüero      | Manchester City     |
| 5   |        |  | Edin Džeko         | Roma                |
| 5   |        |  | Raheem Sterling    | Manchester City     |
| 5   | 1      |  | Mohamed Salah      | Liverpool           |
| 5   |        |  | Andrej Kramarić    | Hoffenheim          |
| 5   |        |  | Neymar             | Paris Saint-Germain |
| 5   |        |  | Harry Kane         | Tottenham           |
| 5   |        |  | Paulo Dybala       | Juventus            |
| 5   |        |  | Lucas Moura        | Tottenham           |